# 馬利歷史
馬利為非洲西部的國家，原為法屬西非的一部份，亦即西部蘇丹。在十世紀前，曾建立一個強大的馬利帝國。

## 10世紀前的馬利帝國
遠在10世紀時，西非出現一個強大的馬利帝國，該帝國當時所統治的領土，曾包括今塞內加爾、幾內亞、象牙海岸、布吉納法索與迦納等地。而馬利為當時帝國的統治中心。據說1230年馬利帝國建國之時，在一次激烈的戰爭中，其國王和太子等12人，除後來有名的國王松狄塔·凱達外（為馬利共和國首任總統莫迪博·凱達的祖先），其餘同時被殺。

## 法屬苏丹时期
從1880年開始法國入侵馬利。1892年，马里沦为法国殖民统治的地区。1893年，法国任命了法属苏丹的总督。法國殖民地法屬蘇丹還包括馬利周邊的國家。
法属西非在行政上属于法属西非的一部分。为法属西非的沿海岸地区的殖民地提供劳动力。
1958年，法属西非更名为苏丹共和国，获得更大自治权以及成为法兰西共同体的一部分。1959年初，馬利與塞內加爾組成了馬利聯邦。1960年3月，法国同意给予马里联邦完全独立。

## 独立
1960年6月20日馬利聯邦從法國獨立，中華民國於同時派遺駐法大使館公使代辦陳雄飛前往聯邦首都達卡（Dakar），代表中華民國政府向聯邦總理凱達致賀，並承認馬利聯邦的獨立，聯邦總理凱達為此於6月27日致函感謝中華民國總統蔣中正。1960年8月，随着塞內加爾退出聯邦，前苏丹共和国于同年9月22日成为马里共和国。在莫迪博·凯塔領導下馬利共和國退出法蘭西共同體，於1963年承認中華人民共和國，中華民國遂與馬利共和國無外交關係。
1968年11月19日，一群年轻的官员发动了一场没有流血的政变并且建立了14人组成的军事委员会。
1974年通过的新宪法，确定了一党制国家。将权力移至文官。在1981年至1982年期间，政局趋于稳定。

## 現今
從其獨立到1991年的一系列獨裁者統治馬利。1991年的反政府抗議導致政變、一個過渡政府和一部新憲法。1992年阿爾法·烏瑪律·科納雷在馬利第一次多黨派、民主選舉中當選為總統，1997年他再次當選。他加強政治和經濟的改革和打擊貪污。
2002年，阿馬杜·圖馬尼·杜爾當任馬利總統，杜爾在1991年的民主運動中是一個關鍵人物。2007年4月29日，舉行總統選舉。
2012年1月，圖阿雷格人在北方發動武裝叛亂，馬里北部衝突開始。2012年3月21日，一批士兵在首都巴馬科發動政變，推翻杜爾，宣佈中止憲法、解散國家機構。在國際社會壓力下，政變軍人4月6日與西非國家經濟共同體簽署協議，同意交權，由國民議會議長出任臨時總統。4月8日杜爾辭職。在南方局勢不明的時候，圖阿雷格分離主義者在伊斯蘭激進分子幫助下趁機控制了馬利北部地區。稍後強硬派伊斯蘭激進分子擊敗圖阿雷格分離主義者，控制了馬利北部。2013年1月，伊斯蘭反政府武裝向南方進軍，法國出兵協助馬利政府作戰，迅速收復北方所有主要城市。
2021 年 9 月，马里政府与一家与俄罗斯军事集团瓦格纳有关联的俄罗斯私营军事公司签署了一项合同。该文件规定在该国部署雇佣军，与马里军队联络，并保护高级人物。